# Tigris és sárkány (film)
A Tigris és sárkány (eredetileg "Guggoló Tigris, Rejtett Sárkány", egyszerűsített kínai: 卧虎藏龙, hagyományos kínai: 臥虎藏龍, pinjin: Wòhǔ Cánglóng, magyaros átírásban: Vo hu cang lung) 2000-ben bemutatott mandarin nyelvű vu-hszia (wuxia)film. A kínai–hongkongi–tajvani–amerikai koprodukcióban készült film rendezője Ang Lee, főszereplői a kínai nemzetiségű Chow Yun-fat, Michelle Yeoh, Csang Ce-ji (Zhang Ziyi) és Csang Csen (Chang Chen). A film alapjául egy ötrészes regénysorozat azonos című negyedik része szolgál, mely Kínában Daru-Vas Pentalógia (Crane-Iron Pentalogy) címen ismert, írója a vu-hszia (wuxia) műfajában alkotó Vang Tu-lu (Wang Dulu). A harcművészeti és akciójeleneteket Jüan Ho-ping (Yuen Woo-ping) koreografálta, akinek munkája jól ismert például a Mátrix, a Félelem nélkül és a Kill Bill című filmekből.
A csupán 17 millió dollárból, mandarin nyelven készült film meglepő nemzetközi sikert aratott. Amerikában a Hawaii Nemzetközi Filmfesztiválon debütált, majd csak az Egyesült Államokban 128 millió dolláros bevételt ért el, amivel az amerikai mozitörténelem legjövedelmezőbb idegen nyelvű filmje lett. Több mint hetven díjat nyert el, többek között négy Oscar-díjat további hat jelölés mellett, valamint három BAFTA-díjat és két Golden Globe-díjat.

## Cselekmény
A film története a Csing-dinasztia idején, Csien-lung császár uralkodása alatt játszódik. Li Mu-paj (Li Mu Bai) (Chow Yun-fat) a vutang (wudang) stílus kiváló kardforgatója. Évekkel korábban mesterét meggyilkolta a Jáde Róka (Cseng Pej-pej (Cheng Pei-pei)), aki nő létére a vutang (wudang) stílust igyekezett megtanulni, ezért ellopta a stílus titkos tekercseit. Li Mu-paj (Li Mu Bai) jó barátja Jü Su-Lien (Yu Shu Lien) (Michelle Yeoh), egy női harcos, akivel gyengéd érzelmeket táplálnak egymás iránt, azonban ezt sosem ismerték be vagy mutatták ki harcos mivoltuk miatt.
Li Mu-paj (Li Mu Bai) úgy dönt, visszavonul kardforgató életétől, és megkéri Su-lient (Shu Lient), hogy kardját, a Zöld Végzetet vigye el Pekingbe barátjának, Tö (Te) úrnak (Sihung Lung) ajándékba. Tö (Te) úr házában Su-lien (Shu Lien) találkozik Jennel (Csang Ce-ji (Zhang Ziyi)), Jü (Yu) kormányzó (Fa Ceng-li (Fa Zeng Li)) lányával, akik látogatóban vannak Tö (Te) úrnál. Jen, akit akarata ellenére apja kiházasítani készül, inkább kalandokra vágyna, és irigyli Su-lient (Shu Lient) harcos életstílusa miatt. Az éjszaka során egy álarcos tolvaj belopózik Tö (Te) úr házába és ellopja a több száz éves kardot. Li Mu-paj (Li Mu Bai) és Su-lien (Shu Lien) Jü (Yu) kormányzó házáig üldözik a tolvajt, ahol rájönnek, hogy Jáde Róka az, aki Jen szolgálójaként él a családnál évek óta. Mu-paj (Mu Bai) megismerkedik Caj (Tsai) felügyelővel (Tö Ming-vang (De Ming Wang)) és lányával, Mejjel (Li Li), akik Jáde Róka nyomában érkeztek Pekingbe. A bűnöző kihívja az apát, lányát és Tö (Te) úr szolgáját, Po (Bo)t (Hszien Kao (Xian Gao)) egy leszámolásra, végzetüket Li Mu-paj (Mu Bai) érkezése akadályozza meg. Amikor azonban megölhetné Rókát, az álarcos tolvaj ismét feltűnik és segítségére siet. Róka megöli Caj (Tsai) felügyelőt, mielőtt megszökik a helyszínről a tolvajjal, aki maga Jen, Jáde Róka tanítványa. Róka a küzdelmek során rájön, hogy Jen titokban tanulmányozta a vutang (wudang) stílus titkos tekercseit is, és ezzel felülmúlta mestere tudását.
Éjjel Lo (Csang Csen (Chang Chen)), egy sivatagi bandita betör Jen hálószobájába és arra kéri, szökjön meg vele. Korábban, amikor Jü (Yu) kormányzó családjával a sivatagon keresztül utazott, Lo és emberei megtámadták őket és elrabolták Jent, majd Lo és Jen egymásba szerettek. Lo végül meggyőzte a lányt, hogy térjen vissza családjához. Együttlétük során elmesélt a lánynak egy legendát egy fiúról, aki leugrott a semmibe egy szikláról, hogy kívánsága beteljesüljön, és mivel szíve tiszta volt, nem halt meg. Lo ezúttal azért érkezett Jenhez, hogy megakadályozza az erőltetett házasságot, de Jen nem akar vele tartani. A szerelmes férfi ezért közbelép a házasságkötés idején és újra könyörög a lánynak. Su-lien (Shu Lien) és Li Mu-paj (Mu Bai) segíteni akar a párnak, megkérik Lót, hogy várjon Jenre a Vutang-hegység (Wudang-hegység)ben, ahol biztonságban lesz a lány dühös családjától. Jen megtudja Su-lientől (Shu Lientől), hogy szerelme hova ment, és mérges szócsatájuk harcban végződik. Jen a Zöld Végzettel kezében tönkretesz mindent fegyvert, mellyel Su-lien (Shu Lien) próbálkozik, végül mégis a gyakorlottabb harcos győz, és kardot fog Jen torkához. Ekkor érkezik Li Mu-paj (Mu Bai), aki egy bambuszerdőbe kergeti Jent. Párbajuk során Li Mu-paj (Mu Bai) felajánlja Jennek, hogy ha három mozdulattal vissza tudja venni kardját a lánytól, akkor Jen a tanítványa lesz. Azonban Jen visszautasítja ezt, mire Li Mu-paj (Li Mu Bai) a vízesésbe dobja a kardot. Jen azonnal utánaugrik, elkapja a kardot a víz alatt, és Jáde Róka menti ki a vízből. Róka egy barlangba viszi és elkábítja Jent, ahol Li Mu-paj (Mu Bai) és Su-lien (Shu Lien) rájuk talál. Küzdelmük során Róka egy mérgezett tüskével eltalálja Li Mu-pajt (Mu Bait), akinek azért sikerül megbosszulnia mestere halálát, és megöli Jáde Rókát.
Jen elindul, hogy ellenmérget szerezzen Li Mu-pajnak (Mu Bainak), aki közben felkészül a halálra. Utolsó leheletével bevallja szerelmét Su-liennek (Shu Liennek), és éppen akkor hal meg karjaiban, mikor Jen visszatér az ellenméreggel. A Zöld Végzet végül visszakerül Tö (Te) úrhoz, Jen pedig a Vutang-hegységbe (Wudang-hegységbe) megy szerelméhez. Következő reggel Lo a szakadék szélén álló teraszon találja Jent. Ismét a régi legendáról beszélnek, és Jen megkéri Lót, hogy kívánjon valamit. Lo azt szeretné, hogy ők ketten újra együtt lehessenek a sivatagban, mire Jen leugrik a hatalmas szakadékba a felhők közé.

## Szereplők
| Szereplő                 | Színész                       | Magyar hang     |
| ------------------------ | ----------------------------- | --------------- |
| Li Mu-paj (Mu Bai)       | Chow Yun-fat                  | Csankó Zoltán   |
| Jü Su-lien (Yu Shu Lien) | Michelle Yeoh                 | Kéri Kitty      |
| Jen                      | Csang Ce-ji (Zhang Ziyi)      | Pikali Gerda    |
| Jáde Róka                | Cseng Pej-pej (Cheng Pei-pei) | Takács Kati     |
| Lo (Fekete Felhő)        | Csang Csen (Chang Chen)       | Rajkai Zoltán   |
| Jü (Yu) kormányzó        | Fa Ceng-li (Fa Zeng Li)       | Kajtár Róbert   |
| Tö (Te) úr               | Sihung Lung                   | Versényi László |

## Előkészületek

### Alapmű
A film alapja Vang Tu-lu (Wang Dulu) öt részes Crane Iron Pentalogy (鶴鐵系列) című művének negyedik, Guggoló Tigris, Rejtett sárkány (臥虎藏龍) című része. Tu-lu (Dulu) a  wuxia (vu-hszia, ) sorozatot 1938 és 1942 között írta, mely négy generáció juhszia (youxia), vagyis kínai vándorló lovag történetét meséli el.
Tu-lu (Dulu) regénye, melyet a második világháború előtt írt, Thaiföldön a betiltott könyvek között volt sokáig. Emiatt Ang Lee csak 1994-ben jutott hozzá először, hogy elolvassa. Már akkor tudta, hogy ebből filmet szeretne készíteni, de csak három filmjével később kapott zöld utat hozzá.
A film angol címe, a Guggoló tigris, rejtőző sárkány az eredeti kínai cím (Vo hu cang lung (Wo hu cang long)) közvetlen fordítása. A címnek kettős jelentése van. Egyrészt ez egy ismert kínai mondás, amit olyan helyekre vagy helyzetekre alkalmaznak, ahol sok felfedezetlen tehetséges ember és megbúvó erő rejtőzik. Másrészt a cím az adaptáció alapjául szolgáló regény két főszereplőjének nevéből származik. Jen neve Jü Csiao-lung (Yu Jiao Long), ahol a kínai lung (long) szó sárkányt jelent, míg Lo neve Lo Hsziao-hu (Lo Xiao Hu), ahol pedig a kínai hu szó a tigrist jelenti.

### Szereplőválogatás
Amikor a film forgatókönyve készen volt, több különböző lehetőséget is figyelembe vettek a szerepek kiosztásával kapcsolatban. Jet Li volt az első jelölt a főszerepre, ám ő visszautasította. Azzal indokolta döntését, hogy megígérte feleségének, nem forgat, míg gyermekük meg nem születik. Mivel abban az időben Chow Yun-fat volt a következő legnagyobb mozisztár Ázsiában, a szerepet ő kapta meg. Chow korábban azt mondta, nem fog történelmi műben játszani, nem fogja kopaszra nyíratni a fejét és lófarkat viselni. Aztán Ang Lee megmutatta neki a forgatókönyvet, és mégis elvállalta Li Mu-paj (Li Mu Bai) szerepét. Ang Lee szerencsésnek mondta magát, amiért Chow lett a főszereplő. A főszereplő cseréje miatt az akciójeleneteket egyszerűsítették, viszont a szereplő jellemét gazdagították.
Ang Lee-nek Csang Ji-mou (Zhang Yimou) rendező ajánlotta Csang Ce-ji (Zhang Ziyi)t, akivel a fiatal színésznő több alkalommal dolgozott együtt. Ang Lee eredetileg Su Csi (Shu Qi) hongkongi sztárt akarta a szerepre, de Su (Shu) úgy vélte, túl sokat kellene edzenie, ezért kapta Jen szerepét végül Csang (Zhang), aki azelőtt éveken át intenzíven edzett táncosként. A színésznőnek a harcművészetek mellett a klasszikus viselkedésmódot és mozgáskultúrát, kalligráfiát, etikettet és a hangképzést is el kellett sajátítania a felvételek idején.
Michelle Yeoh-nak 1998-ban vetette föl Ang Lee, hogy el akarja készíteni 1995-ös Értelem és érzelem című filmjének harcművészeti változatát, és Yeoh-t tökéletesnek vélte a szerepre, aki egyből el is fogadta az ajánlatot. Yeoh saját bevallása alapján tizenöt éve várta, hogy együtt játszhasson Chow Yun-fattel. A színésznő dolga annyiban is nehezebb volt, hogy mivel nem beszéli a mandarin nyelvet, és nem tudja olvasni a kínai írást, a szövegét kiejtés szerint kellett megtanulnia a pinjin átírás alapján.

## Forgatás
Bár az Oscar-díjat Tajvan kapta a Legjobb idegen nyelvű film kategóriában, a Tigris és sárkány valójában nemzetközi koprodukcióban készült négy nemzet filmtársaságainak részvételével. A filmet a kínai China Film Co-Production Corporation, az amerikai Columbia Pictures Film Production Asia, Sony Pictures Classics és Good Machine, a hongkongi EDKO Film, és a tajvani Zoom Hunt International Productions Company, Ltd filmgyártó társaságok alkották meg, valamint a United China Vision és Asia Union Film & Entertainment Ltd., melyeket kizárólag ennek a filmnek az elkészítésére hoztak létre. A filmet Pekingben készítették olyan külső forgatási helyszínekkel, mint a kínai Anhuj (Anhui), Hopej (Hebei), Csiangszu (Jiangsu) és Hszincsiang tartományok. A külső helyszíneken öt hónapot át tartott a forgatás, ezt négy hónapnyi utómunkálat követte.

Chow Yun-fat és Csang Ce-ji (Zhang Ziyi) küzdelmi jelenete

Ang Lee egy interjúban elmondta, hogy a forgatás nagyon rosszul indult. „A felvételeket a Góbi-sivatagban kezdtük. Aznap éjjel a stáb eltévedt a sivatagban reggel hét óráig... A második jelenet után egy homokvihar jött.” Később Michelle Yeoh térdsérülése miatt kellett a színésznőnek egy hónapot kihagynia a munkából. Hónapokon át megfeszített erővel dolgoztak, Ang Lee úgy nyilatkozott, a végén már arra sem volt energiája, hogy boldog legyen.
A küzdelmi jelenetek során Jüan Ho-ping (Yuen Woo-ping) drótkötelek segítségével alkotott gyönyörű jeleneteket. Chow Yun-fat és Csang Ce-ji (Zhang Ziyi) bambuszerdő tetején vívott harcának kivitelezését kezdetben Jüanon (Yuenen) kívül senki nem tartotta lehetségesnek. Végül a drótköteles technika bevált, 20-30 technikus segített lentről a színészeket megfelelően mozgatni a levegőben. Ang Lee és Jüan Ho-ping (Yuen Woo-ping) jól kiegészítették egymást. Némely jelenetek esetén Lee mondta azt, hogy nem hajlandó megcsinálni Jüan (Yuen) ötleteit, néha pedig Jüannak (Yuennek) kellett visszarántania a rendezőt a földre, hogy fizikai képtelenség megvalósítani, amit kitalált. A felvételekkel töltött napok nagyjából 80%-a csak a küzdelmi jelenetekkel telt, a 120 perces filmből 30 percet tesznek ki ezek a jelenetek.
Peter Pau, a film operatőre, aki a filmben végzett munkájáért végül hét díjjelölést kapott és kilenc díjat nyert meg – köztük a Hong Kong Film Awards és az Oscar-díjat is –, csak a harmadik választottja volt Ang Lee-nek. Ku Csang-vej (Gu Changwei) és Christopher Doyle helyett, akik már több, szintén díjnyertes filmben dolgoztak Lee-nek, a producerek aggodalma miatt választották Pau-t, mert a két korábbi jelöltnek nem volt tapasztalata a küzdelmi jelenetek forgatása terén. Felkérése után Pau több helyszínt bejárt, hogy a megfelelő felvételeket készíthessék el, végül még ő segédkezett az utómunkálatok során is a felvételek véglegesítésében, mert nem volt több pénz még egy különleges effektusokért felelős technikusra. A legnehezebb a drótkötelek digitális eltávolítása volt, főként a bambuszerdős akciójeleneteknél.

## Fogadtatás

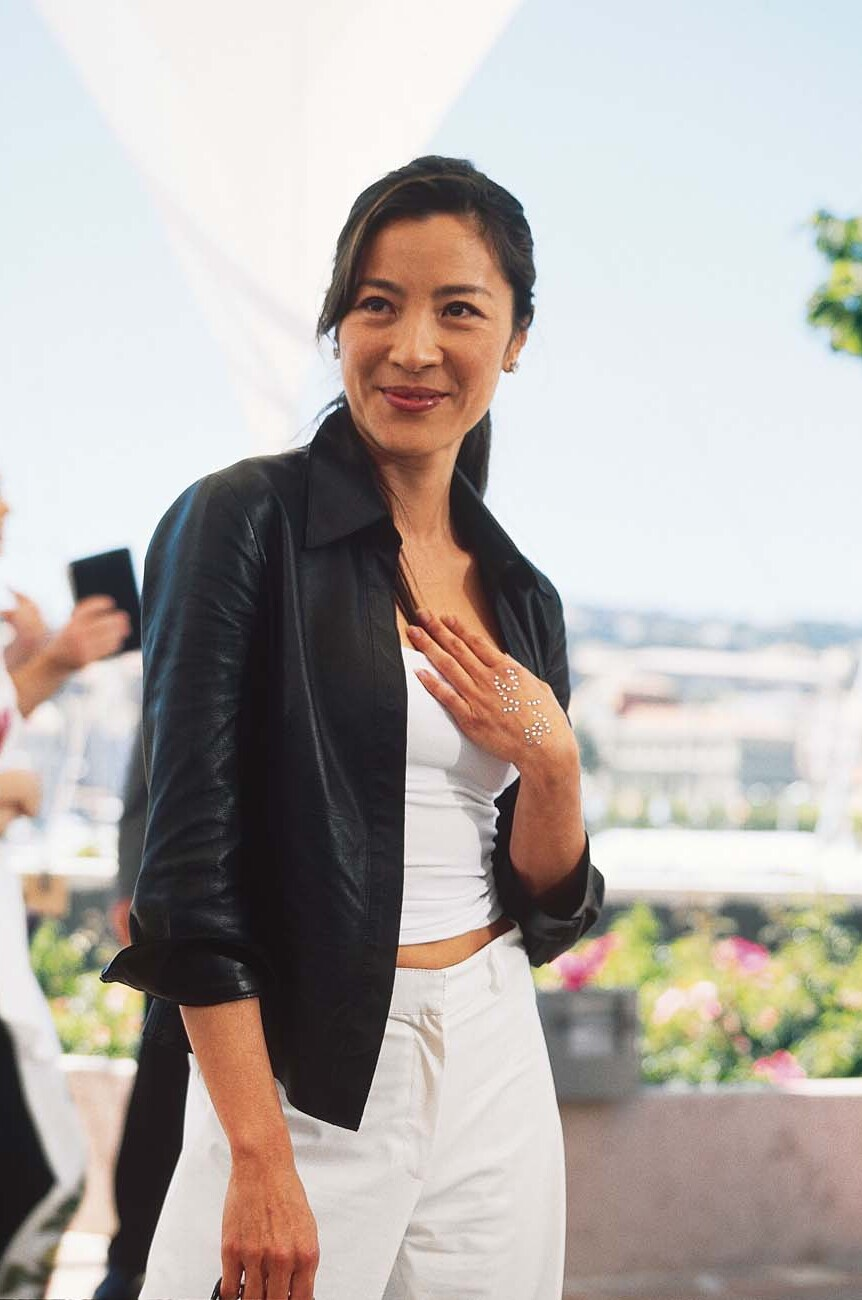
Michelle Yeoh Cannes-ban, 2000-ben

A Tigris és sárkány a bemutatását követően 2000 és 2002 között megnyert négy Oscar-díjat, valamint további 75 díjat és 91 jelölést mondhatott magáénak. Csak az Egyesült Államokban 128 millió dolláros bevételt ért el, ebből a nyitó hétvégén több mint 660 000 dollárt mindössze 16 filmszínházból, mely meghaladta bármely korábbi idegen nyelvű film eredményét. A produkció Észak-Amerikában máig vezeti a legsikeresebb nem angol nyelvű filmek listáját. Világszinten 213,5 millió dollárt ért el.
A film nagyon jó visszajelzéseket kapott a nyugati világból. A Rotten Tomatoes filmkritikákat gyűjtő weboldalon 97%-ra értékelték, a hasonló típusú Metacritic oldalon pedig 100-ból 93 pontot kapott. Az Empire magazin 2008-as listáján 497. helyezést kapott a Minden idők 500 legjobb filmje között, 2010-ben pedig a nem angol nyelvű filmek százas listáján 66. helyezést ért el. Az IMDb felhasználóinak szavazásán a Top 250 film között a 239. helyen áll.
A Filmvilág kritikusa elismerően nyilatkozik a szereplőkről, azonban úgy véli, Ang Lee képtelen volt egységes történetbe foglalni az epizódokat, a film közepébe iktatott visszapillantások, közjátékok rontották az összképet. A mozinet.hu cikke teljes mértékben negatívan értékelte a világ által elismert filmet. A kritika írója Ang Lee minőségileg egyik legmegkérdőjelezhetőbb munkájának minősítette a produkciót, mind a történetet, mind szereplők wire-fu technika által biztosított repüléssel tarkított küzdelmeit. A kínai nemzetiségű nézők többségét zavarta a szereplők akcentusa. Sem a kantonit beszélő Chow, sem a Malajziában felnőtt Michelle Yeoh nem beszéli a mandarint anyanyelvi szinten. Mind a négy főszereplő más akcentussal beszéli a kínait: Chow kantoni, Yeoh malajziai, Csang Csen (Chang Chen) tajvani, Csang Ce-ji (Zhang Ziyi) pedig pekingi akcentussal. Yeoh egy interjúban erre így reagált: „Az általam alakított szereplő Pekingen kívül élt, így nem is kell, hogy pekingi akcentusa legyen.” A filmkritikusok jellemzően pozitív értékelése mellett a nézői visszajelzések vegyesebbek voltak, a Metacritic oldalán összesítve tízből hét pontra értékelték a filmet. A kevesebb pontszámot adó amerikai nézők a feliratozást, a szereplők „repkedését” vagy a nem túl mozgalmas cselekményt bírálták.
A film nagy népszerűséget hozott a kínai vu-hszia (wuxia) filmeknek a nyugati világban, ahol azelőtt alig ismerték a műfajt, ez olyan filmeknek jelentett további reklámot, mint A repülő tőrök klánja és a Hős. Csang Ce-ji (Zhang Ziyi) karrierjében áttörés volt a szerep. Egy interjúban azt állította, az olyan filmek miatt, mint a Tigris és sárkány, a Hős és az Egy gésa emlékiratai, az Egyesült Államokban és Európában is megnőtt az érdeklődés a kínai filmek iránt.
A filmtett.ro kritikusa szerint Ang Lee nagyszerűen oldotta meg azt a feladatot, hogy egyesítette a szerelmi történetet, a drámát, a harcművészeti filmet, a krimivonalat és a fejlődéstörténetet. „Minden kép gyönyörködteti a szemet. Hihetetlen jó beállítások, gyönyörű színek és szereplők jellemzik a képi világot. ” – írja az azsiafilm.hu. A Népszabadság kritikusa olyan jelzőkkel illeti a filmet, mint a „szépség reprodukálhatatlan formája”, „hihetetlenül kifinomult és mesterien megszerkesztett mű,” vagy mint egy „tündérmese és hitvallás”.
Jami Bernard kritikájában azt írja, „a Mátrix gyerekeknek való Ang Lee elbűvölő Tigris és sárkányához képest... szép film, szenvedélyes és humoros. Mindaz, amiért moziba járunk.” A New York Post szerint sosem láttunk még ilyen filmet, mert sosem volt még ilyen film. A cikkíró úgy véli, mindhárom főszereplő – különösen az érzelmi középpontban álló Yeoh – az előadó művészet olyan árnyalatát mutatja, melyet sosem várnánk egy harcművészeti filmtől. Az Entertainment Weekly cikke szerint „a küzdelmi jelenetek lélegzetelállítóak...a történet szárnyaló és romantikus, vad és békés, feminista és merész, az év egyik legjobb filmje.”. Kenneth Turan a Los Angeles Times cikkében gyönyörű harcművészeti románcként jellemzi, ahol meglepő harci és szenvedélyes, de idealista szerelmi jelenetek váltják egymást. Számos cikk dicséri mind a zeneszerző, Tan Tun (Tan Dun), illetve a harci jelenetek tervezője, Jüan Ho-ping (Yuen Woo-ping) munkáját. Chow Yun-fat, Michelle Yeoh és a szereplők többsége nem az érzelmi, hanem inkább a harcművészeti stílusú szerepeikről volt ismert. Ennek és Jüan Ho-ping (Yuen Woo-ping) munkájának is köszönhető, hogy a küzdelmi jelenetek energikusak, fürgék, gyorsak.

## Filmzene
A Tigris és sárkány azonos című filmzenéjét 2000-ben jelentette meg a Sony Classical Records. Zeneszerzője Tan Tun (Tan Dun), előadói a Shanghai Symphony Orchestra, a Shanghai National Orchestra és a Shanghai Percussion Ensemble, valamint tartalmaz néhány cselló szólót Yo-Yo Ma előadásában. Az utolsó, A Love Before Time című számot Coco Lee adja elő. Tan Tun (Tan Dun) egy versenyművet is írt a filmzenéből csellóra és zenekarra Crouching Tiger Concerto címmel.
A zene megírásakor Tan Tun (Tan Dun) olyan filmzenét igyekezett megalkotni, mellyel reprezentálni tudja a film többnemzetiségűségét és sokoldalúságát. Ennek érdekében vegyítette a tradicionális kínai hangszerek használatát Yo-Yo Ma csellójátékával, a kínai hagyományokból és a nyugati zenekari tradíciókból, az ethnóból és a popból egyaránt merít. A romantikus témák felkavaróak, de nem manipulatívak, és emlékezetesek, mégsem ismétlődőek. A küzdelmi jelenetekhez írt zeneszámok hatásosak, és más amerikai filmektől eltérően Tan Tun (Tan Dun) nem törekedett arra, hogy a közönséget disszonáns és feszültséget keltő zenével árassza el. Az Allmusic.com kritikája szerint a filmzene egyetlen gyenge pontja a vége főcím alatt futó A Love Before Time című dal Coco Lee előadásában. A dal túl nyilvánvalóan próbálja a nagy sikerű Titanic film My Heart Will Go On című betétdalát (Céline Dion) másolni, ami a kritika írója szerint egy dühítő reklámfogás egy ilyen gyönyörű film befejezéséhez.
A film A Love Before Time című dalát jelölték Oscar-díjra a legjobb betétdal kategóriában. A legjobb filmzene kategóriában megnyerte az Oscart, a BAFTA-díjat, a Chicago Film Critics Association Awardot, a Los Angeles Film Critics Association Awardot, valamint jelölést kapott a Golden-Globe díjra, melyet végül a Gladiátor című film zenéje nyert meg.

## Avu-hszia(wuxia)műfaj a filmben
A Tigris és sárkány a nyugati nézők számára újszerű, de az ázsiai moziba járóknak nem ismeretlen a vu-hszia (wuxia) műfaja. A '60-as évek végén, '70-es évek elején az ázsiai nézők olyan kardcsörgető hősök és hősnők klasszikusain nőttek föl, mint a Golden Swallow vagy az A Touch of Zen. A Tigris és sárkány egyes beállításaiban is tükröződnek ezen filmek jelenetei, mint például Jen küzdelme az ivóban ülők ellen vagy a bambuszerdőben folyó harc. Ang Lee remélte, hogy sikerül összeolvasztania, nem pedig összeütköztetnie a mozgás keleti eleganciáját az előadás nyugati intenzitásával, a hongkongi kungfu-filmek következetességét a britek viselkedésre fordított aprólékos figyelmével. A vu-hszia (wuxia) cselekménye gyakran tartalmazza a társadalmi hűség és a személyes vágyak közötti belső harcot, mint ahogy a filmben Li Mu-paj (Li Mu Bai) is előtérbe helyezi mestere halálának megbosszulását, így nem vonulhat még vissza a harcos élettől, hogy Su-liennel (Shu Liennel) élhessen. A vuhsziák (wuxiák) egyik központi témája minden esetben a kard, ebben a filmben a Zöld Végzet, mely az események mozgatórugója. A műfaj az erő, romantika és erkölcsi kötelesség látomása volt, amit a Tigris és sárkányban Li Mu-Paj (Li Mu Bai) és Jü Su-lien (Yu Shu Lien) testesít meg. Sok vu-hszia (wuxia) műben az író túlzásba viszi a vu (wu), vagyis a küzdelmi témát, a hszia (xia), vagyis a lovagiasság kárára. Erre a vu-hszia (wuxia) filmre ez nem jellemző, erőteljes hangsúlya van a becsületnek, a bajtársiasságnak, a társadalmi felelősségnek is.

## Hatása
A film nemzetközi sikere mellett jelentős hatást gyakorolt a kínai filmiparra. Az 1997-es ázsiai gazdasági válság után nem volt túl nagy érdeklődés a kosztümös történelmi filmek iránt. 1997 és 2000 között az egyetlen kosztümös eposz Chen Kaige A császár és a gyilkos című filmje volt. A nagy költségvetésű eposzok túl nagy üzleti kockázatot jelentettek a forgalmazók számára, kevés vagy szinte semmi eséllyel a megtérülésre. A Tigris és sárkány 17 millió dolláros gyártási költségét sokszorosan túlszárnyalta a bevétele, így a nagyobb kínai rendezőkben felélesztette a befektetési kedvet a hasonló történelmi eposzok iránt. 2000 után számos mozifilm készült, melyek megkísérelték Ang Lee sikerfilmjét másolni, azonban csak a 2002-ben bemutatott Hős volt képes megközelíteni a Tigris és sárkányt.

## Egyéb megjelenés

A Tigris és sárkány videójáték

A Tigris és sárkány képregény

### Televíziós sorozat és új film
Az eredeti regény alapján 2001-ben készült egy tajvani televíziós sorozat is. Ezután 2004-ben egy újabb, csak DVD-re kiadott film készült Új tigris és sárkány címmel. A 228 perces változat kb. másfél órával hosszabb a Tigris és sárkánynál, jóval részletesebben követi Vang Tu-lu (Wang Dulu) regényének eseményeit. Az új film a Tigris és sárkány nemzetközi sikeréhez képest jóval negatívabb fogadtatást kapott, melynek oka lehetett az alacsony költségvetés, illetve a kritikák szerint a minőség és a megfelelő rendezés hiánya. Pozitív tulajdonsága az eredeti regényhez való történeti hűsége. Az IGN kritikusa bírálta mind a színészeket, mind a küzdelmi jeleneteket, azok technikai kivitelezését és a hanghatásokat is.

### Videójáték
Észak-Amerikában és Európában 2003-ban, Japánban 2004-ben jelent meg a Tigris és sárkány videójáték, fejlesztője a Bergsala Lightweight, kiadója a Ubisoft. A játék PlayStation 2, Xbox és Game Boy Advance platformokra jelent meg. Fogadtatása nem volt túl pozitív, a kritikusok legjobb esetben is közepes pontszámokkal értékelték.

### Képregény
Azonos címmel adta ki Hongkongban a Hong Kong Comics Ltd. képregénykiadó, Amerikában a ComicsOne ázsiai képregényekkel foglalkozó képregénykiadó 2002 és 2005 között a tizenkét részes képregénysorozatot, melyet Andy Seto írt és rajzolt.
A párbeszédek írója, So Man Sing Pekingbe utazott helyszíneket felfedezni, melyek a képkockák valósághűbb megrajzolásában segítettek, és Vang Tu-lu (Wang Dulu) pekingi családtagjaitól is kapott segítséget Seto. Az előkészületek majd egy évet vettek igénybe a jogok megszerzésétől a képregény tényleges munkálatainak megkezdéséig, mely így tovább tartott, mint Seto addigi bármely más műve esetén.